# Yun Il-lok
Yun Il-lok ((윤일록?, 尹日錄?); Gwangju, 7 marzo 1992) è un calciatore sudcoreano, attaccante dell'Ulsan HD.

## Caratteristiche tecniche
Eccelle nel dribbling e negli stop di palla; molto agile con il pallone tra i piedi e nel servir palla ai compagni di squadra.

## Carriera

### Club
Ha giocato nella prima divisione sudcoreana, in quella giapponese ed in quella francese.

### Nazionale
Ha esordito con la Nazionale maggiore coreana nel 2013.

## Palmarès

### Club
- Coppa della Corea del Sud

2015
- K League 1

2016

### Nazionale
- Giochi asiatici: 1

2014
- Coppa dell'Asia orientale: 2

2017; 2019